# Невероятное, легендарное, очевидное
«Невероятное, легендарное, очевидное» («НЛО») — российский журнал (ранее — газета) об уфологии, паранормальном, истории и смежной тематике, выпускавшийся в 1994—2015 годах издательским домом «Калейдоскоп». Всего было выпущено более 800 газетных и журнальных номеров. Распространялся также в СНГ.

## История

### 1990-е
«НЛО» стал выпускаться в 1994 году, изначально как ежемесячная восьмистраничная газета формата А3. Впоследствии периодичность участилась. На протяжении ряда лет материалы для «НЛО» писали, в частности, кандидаты физико-математических наук Валентин Псаломщиков и Кирилл Бутусов, кандидат исторических наук Василий Мицуров и офицер-подводник Николай Черкашин. В ранних газетных номерах публиковались рассказы Эдмонда Гамильтона, Генри Лайона Олди, Альгиса Будриса и других писателей. В сентябре 1998 года в «НЛО» были опубликованы воспоминания физика Владимира Дёмина о чернобыльской аварии. В ноябре того же года «НЛО» перешёл на журнальный формат и стал еженедельным. В 1998—1999 годах в журнале публиковались двухстраничные постеры — репродукции картин Джулии Белл по изданию «Крутые изгибы: Живописные фантазии Джулии Белл». В июне 1999 года изменился логотип издания — буквы с новым шрифтом и цветом были вписаны в красный прямоугольник на левой стороне обложки.

### 2000-е
В 2000 году в редколлегию журнала входил уфолог Владимир Ажажа. В начале 2000-х годов в журнале публиковались фрагменты книги Джозефа Аллена Хайнека «НЛО: попытка научного подхода» в переводе главреда Геннадия Лисова. В 2001 году «НЛО» был объединён с другим изданием «Калейдоскопа», «Мир приключений и путешествий», чей логотип был добавлен на его обложку. Это произошло из-за закрытия «Калейдоскопом» шести из 12 своих изданий вследствие их нерентабельности. В 2001 году сменился главный редактор «НЛО», которым стал Вячеслав Штепа, в марте того же года его сменила Татьяна Камчатова. В 2003 году логотип «Мир приключений и путешествий» был удалён с обложки «НЛО». В 2005 году вышел сборник «Перекрёсток иных миров: Антология журнала „НЛО“. Лучшие материалы за 10 лет». Позже стали выходить спецвыпуски, например «Тайны исчезнувших цивилизаций» (2011 год), «Тайны Библии» и «Тайны мировых религий» (оба — 2012 год).  С 1 сентября 2012 года, после вступления в силу федерального закона «О защите детей от информации, причиняющей вред их здоровью и развитию», на обложке «НЛО» появилась маркировка «16+», однако журнал заверил читателей и распространителей, что его содержание осталось прежним, а последнее решение будет за родителями. К 2012 году журнал стал выходить 2 раза в неделю. Номер 8 за 2015 год стал последним, поступившим в крупнейшие библиотеки России (РГБ и РНБ).

## Отзывы
Уфологи В. Г. Ажажа и В. И. Забелышенский в книге «НЛО. Реальность и воздействие» отметили, что коллектив журнала во главе с его основателем Г. П. Лисовым и его преемницей Т. В. Камчатовой собрали и воспитали «великолепную команду научных обозревателей — Валентина Псаломщикова, Светлану Анину и многих других». «НЛО» вдохновил интернет-журнал «НЛО МИР», чей создатель был фанатом журнала и захотел продолжить публикации его тематики
В ответ на статью А. Херсонова «Чудесное в жизни Николая и Елены Рерих» в номере 39 (630) за декабрь 2009 года на сайте рериховского центра «Адамант» было опубликовано открытое письмо главреду «НЛО» Татьяне Камчатовой, где выражалось возмущение заголовком номера («Рерих — тайный агент Шамбалы») и утверждением, что Рерих «являлся дизайнером американского доллара, на котором изображены масонские знаки и символы». Открытое письмо собрало более 170 подписей.
В 2012 году Национальная тиражная служба заявила, что указанный в «НЛО» тираж (200 000 экземпляров) превышен в 3,4 раза и фактически составляет 55 829 экземпляров.

## Комментарии
1. ↑  По данным аудиторской фирмы «Авдеев и Ко» за 2012 год, адрес редакции — Санкт-Петербург, ул. Миргородская, д. 1[1].
2. ↑  Полное название писалось в раннем логотипе через интерпункты, а внутри номеров иногда — через запятые. После смены логотипа в июне 1999 года полное название на обложке писалось только периодически.

## Внешние ссылки
- Торговая марка «Невероятное, легендарное, очевидное» на РБК